# Pablo Hernández (Fußballspieler, 1985)
Pablo Hernández Domínguez (* 11. April 1985 in Castellón) ist ein ehemaliger spanischer Fußballspieler, der unter anderem in der Primera Division und Premier League gespielt hat.

## Spielerkarriere
Pablo Hernández spielte in der Jugend für CD Castellón, den FC Valencia und CD Onda, ehe er 2005 in die zweite Mannschaft des FC Valencia berufen wurde. Dort spielte er ein Jahr lang regelmäßig und stieg dann in die erste Mannschaft auf, für die er im letzten Saisonspiel gegen CA Osasuna der Saison 2005/06 debütierte, was sein einziges Spiel in zwei Jahren für Valencia sein sollte. Im Januar 2007 wurde Hernández an den Zweitligisten FC Cádiz ausgeliehen wurde. In der darauffolgenden Saison ging er im Gegenzug zu Alexis zum FC Getafe, dort schaffte er in der Saison 2007/08 den Durchbruch und wurde aufgrund seiner Leistungen von den Levantinern im Sommer 2008 für rund eine Million Euro zurückgeholt. Er unterschrieb einen Sechsjahresvertrag. In der Saison 2008/09 war Hernandéz meist nur Einwechselspieler, erst in der Saison 2009/10 erkämpfte er sich einen Stammplatz und bestritt den Großteil der Ligaspiele von Anfang an.
Am 31. August 2012 wechselte Hernández für circa sieben Millionen Euro zu Swansea City. Er war somit, bis zur Verpflichtung von Wilfried Bony (12 Millionen Pfund) der teuerste Spieler der Vereinsgeschichte. Größter Erfolg während seiner Zeit in Swansea war im Februar 2013 der Gewinn des Ligapokals, als er im zentralen Mittelfeld zum deutlichen 5:0-Finalsieg gegen Bradford City beitrug. Bereits im Sommer 2014 zog es ihn dann nach Katar zu Al-Arabi. Dort unterschrieb er einen Dreijahresvertrag, aber in dieser Zeit fiel er mehr als Leihspieler auf. Nach einem diesbezüglichen Engagement für den al-Nasr SC in Dubai spielte er in der Saison 2015/16 für den spanischen Erstligisten Rayo Vallecano, bevor es ihn im Jahr darauf zum englischen Zweitligisten Leeds United zog. Dort traf er auf seinen Ex-Swansea-Mitspieler Garry Monk. Zur Spielzeit 2017/18 schloss sich Hernández Leeds „fest“ an und wurde in der Mannschaft, die ab 2018 von Marcelo Bielsa trainiert wurde, eine zentrale Schlüsselfigur. In der Saison 2018/19 schaffte er es in „Zweitligamannschaft des Jahres“ und im Jahr darauf gelang der Aufstieg in die Premier League. Nach 16 Erstligaeinsätzen in der Spielzeit 2019/20 kehrte er in seine spanische Heimat zurück und schloss sich dem Zweitligaabsteiger CD Castellón an.
In der spanischen Nationalelf kam er erstmals am 20. Juni 2009 beim Confed-Cup 2009 gegen Südafrika zum Einsatz. Hierbei wurde er in der 61. Minute für David Villa eingewechselt. Bereits in seinem zweiten Länderspiel, beim 5:1-Sieg gegen Österreich, konnte er seinen ersten Treffer für die Selección markieren.
Im Juli 2023 gab er sein Karriereende bekannt.

## Erfolge
- Dritter Platz beim Confed-Cup: 2009 (1 Einsatz)
- League Cup: 2013
- Championship 2019–2020  Meister  (englische 2. Spielstaffel)
- PFA Team of the Year: Saison 2018/19 (2. Liga)